# House of Secrets
The House of Secrets (en idioma español, La casa de los secretos) es el nombre de varias series de comic books antológicos de suspense y misterio publicadas por la editorial estadounidense DC Comics. Tuvo una serie paralela titulada House of Mystery.

## Primera serie
La serie original de la Edad de Plata de los cómics tuvo 80 números, desde noviembre/diciembre de 1956 a septiembre/octubre de 1966. Además de historias breves y conclusivas varios números comenzaron series de varias partes, la primera de ellas en el n.º 23 de agosto de 1959, donde comenzaron las aventuras del hechicero moderno Mark Merlin. Eclipso ("héroe y villano en un hombre") fue presentado en el n1 61 de agosto de 1963, continuando la serie hasta el final. Prince Ra-Man, el maestro de la mente, apareció en el n.º 73 de octubre de 1965 (resultando al final ser el mismo personaje que Mark Merlin). Otras sagas más breves fueron las de "Peter Puptent, explorador"; "Dolly y el profesor"; "Doctor Rocket"; y "Moolah el místico". La serie fue cancelada tras el n.º 80 de septiembre-octubre de 1966. 

## Segunda serie
La serie fue revivida tres años después con un título definitivo como The House of Secrets, comenzando con el n.º 81 (agosto/septiembre de 1969). Ahora sus historias de terror y suspense eran presentados por un anfitrión llamado Abel, que también presentaba el cómic satírico Plop!. Su hermano Caín presentaba las historias de House of Mystery. La Cosa del pantano apareció por primera vez en el n.º 92 de House of Secrets (julio de 1971) en una historia de terror ambientada a principios del siglo XX guionizada por Len Wein y dibujada por Bernie Wrightson. La mujer que aparecía en la portada de este número fue dibujada a partir de la imagen de la futura guionista de cómics Louise Simonson.
En este renacimiento de la serie, muchas portadas fueron dibujadas por Neal Adams, Bernie Wrightson y Michael Kaluta. En el n.º 189 fue "fusionada" con The Unexpected hasta el n.º 199. La serie fue publicada en cómics de 68 páginas.
La Casa de los Secretos también resultó ser el nombre de la mansión en la que vive su anfitrión, Abel. Mike Friedrich (guionista) y Jerry Grandenetti (artista) crearon la casa y explicaron sus orígenes. La serie The Sandman revela que existe en el mundo real del universo DC y en el Ensueño, como una especie de almacén de secretos de todo tipo.
La mansión fue construida para el senador Sanderson utilizando sólo materiales de Kentucky, con el encantamiento de que sólo los kentuckianos de pura sangre serían capaces de vivir en ella. Posteriormente la esposa de Sanderson se volvió loca en los pisos superiores, lo que llevó al senador a vender la casa. Los siguientes cuatro propietarios, ninguno de ellos de Kentucky, terminaron abandonando la casa por diversas razones. El siguiente propietario intentó trasladar la casa de su localización original, pero la casa se liberó de su tráiler, llevó a su propietario a caer por un acantilado y se trasladó a menos de 200 metros de la frontera de Kentucky en un cementerio. Ya fuese por el destino o un alineamiento mágico, la Casa del Misterio se encuentra situada en el otro extremo del cementerio. Poco después, Abel fue expulsado de la casa y su cuidado fue encargado a un hombre que se reveló como un aspecto de la existencia de la casa, con vagas referencias a un empleado. Abel terminó viviendo en la Casa del Misterio a partir del DC Special número 4, publicado en julio/septiembre de 1969.
En las décadas de 1980 y 1990 Abel y su hermano Caín se convertirían en personajes recurrentes en la serie The Sandman y otras series relacionadas como The Dreaming.

## Tercera serie
El sello Vértigo de DC revivió el nombre de House of Secrets como un nuevo título y concepto. La Casa de los Secretos se convirtió en una mansión móvil, que aparecía en lugares diferentes. El edificio en sí está encantado por los Juris, un grupo de fantasmas que invocan a quienes poseen secretos que es necesario juzgar y condenar. Para los Juris, todas las ofensas merecen el mismo castigo, desde la violación y el asesinato a una simple mentira en un momento importante. Una fugitiva llamada Rain Harper terminó en la Casa de los Secretos y se convirtió en un testigo involuntario de los juicios de los Juris, validándolos y condenando a las almas juzgadas a la prisión del sótano o liberándolas para que siguieran viviendo purgadas de sus secretos.
Reiniciada con un n.º 1 en octubre de 1986, esta serie duró 25 números, más un especial de dos partes House of Secrets: Facade.
Esta tercera serie era propiedad de su creador (excepto su título, que era licencia de DC). Las cartas del n.º 6 indican que por razones legales no podían incluir a Caín y Abel en sus historias. Sin embargo, esta serie fue utilizada para una historia en el primer especial de Al filo del invierno de Vértigo, en el que Rain recorría una galería de arte de la Casa de los Secretos y contemplaba cuadros en los que aparecían las historias de The Sandman, The Dreaming, Hellblazer, The Invisibles, The Books of Magic, The Minx, Sandman Mystery Theatre y Nevada.

## Cuartel general de los Seis Secretos
A mediados de la década de 2000 los Seis Secretos convirtieron la Casa de los Secretos en su cuartel general. En el n.º 5 de Villains United Scandal afirmó que la casa no aparecía en los dispositivos de vigilancia tecnológica o mística. También dijo que Pájaro Burlón afirmaba que la casa era una "casa de víctimas."

## En otros medios
La Casa de los Secretos apareció en la serie de TV Young Justice, en el episodio "Secretos." En la serie se muestra una tienda mágica al otro lado de la calle frente a la casa de Greta y Billy Hayes.